# Dassault Mirage F2
Dassault Mirage F2 je bil francoski prototipni lovski bombnik iz 1960ih. Uporabljali so ga za testiranje turboventilatorskega motorja SNECMA TF306. Mirage F2 je vplival na razvoj Miraga G z gibljivimi krili, vendar tako F2 kot G ni vstopil v serijsko proizvodnjo. 
Kasneje so izbrali manjšega in manj sofisticiranega Dassault Mirage F1.

## Specifikacije (Mirage F2 with TF30)
Podatki iz the Illustrated Encyclopedia of Aircraft.
Splošne značilnosti
- Posadka: 2
- Dolžina: 17,60 m (57 ft 9 in)
- Razpon kril: 10,50 m (34 ft 5 in)
- Višina: 5,80 m (19 ft 0 in)
- Teža praznega letala: 9.500 kg (20.944 lb)
- Maks. vzletna teža: 18.000 kg (39.683 lb)
- Pogon letala: 1 × Pratt & Whitney TF30 turbofan, 89 kN (20.000 lbf) potisk motorjev

Zmogljivost
- Maks. hitrost: 2.333 km/h (1.450 mph; 1.260 kn)
- Maks. hitrost: Mach 2.2
- Višina leta: 20.000 m (65.617 ft)